# 三津家貴也
三津家 貴也（みつか たかや、1995年8月2日 - ）は、日本の陸上競技選手・指導者、インフルエンサー、ランニングアドバイザー。熊本県玉名市出身。

## 人物
熊本県立玉名高等学校で陸上競技（中距離走）を始める。インターハイ800mで6位。
筑波大学（体育専門学群）、大学院（人間総合科学研究科 体育学専攻）でランニングについて研究、学生個人選手権：1500m 6位、学術論文を3本投稿（国内誌1本、国際誌2本）、国際学会発表。
RUNNNING SCIENCE LAB でランニングコーチをしながら、陸上競技選手としても活躍。日本選手権800mに出場、PB:800m 1’50”11、1500m 3’46”33。
現在、ランニングアドバイザー、モデル、非常勤講師、インフルエンサーなどマルチに活躍中。

## 書籍
- 『もっと楽にもっと速く がんばらないランニング 』（2023年）